# 織澤あきふみ
織澤 あきふみは、日本のグラフィッカー、原画家、イラストレーター。ソフパルのアダルトゲームブランド・ユニゾンシフトで作品を手がける。

## 人物・エピソード
ユニゾンシフトの看板作家として同社の数多くの作品を手がける。ゲームの原画以外にもライトノベルの挿絵でも活躍する。

## 作品リスト

### アダルトゲーム
- おしえて Re:メイド（原画）
- こもきゅん!! ～はぁとに揺れる魂のFANディスク～
- WAGA魔々かぷりちお
- Chu×Chuアイドる（原画）
- Chu×Chuぱらだいす（企画・原画）
- Chu×Chuアイドる CompletePack
- りとる天使 ～カナタはみんなのヌキヌキえんじぇる
- ユニティマリアージュ～ふたりの花嫁
- しこたま～あるじで姉妹な天使と悪魔
- おたマ！～おたく仲間はちっこいマニア
- 流星☆キセキ -SHOOTING PROBE-（原画）
- 逆転魔女裁判 －優しい貴穂お姉ちゃんは魔女・痴女・ビッチ
- 魔法姫士アリカ＆リン 乙女に群がる男たちの魔の手「それでも私たちは負けない!!」
- 逆転魔女裁判 －痴女な魔女に裁かれちゃう
- きみと僕との騎士の日々 -楽園のシュバリエ-
- ユニゾンシフト・アクセント あきふみコレクション
- りとる†びっち ～Little Bitch Girls in Hog Farm～

### イラスト・挿絵
書籍
- ボクのセカイをまもるヒト（メディアワークス電撃文庫）
- ハーレムサーガ 神獣喰いの女騎士団と王子 (フランス書院美少女文庫)
- 逆転魔女裁判 ぷちぱら文庫
- 白銀のお嬢様と支配の聖衣 (フランス書院美少女文庫)
- イク！イク！オレらの『しこたまスレイブ』(ハーヴェスト出版)
- 子づくりプリンセス (フランス書院美少女文庫えすかれ)